# بنک (منوجان)
بنک، روستایی در دهستان گشمیران بخش مرکزی شهرستان منوجان در استان کرمان ایران است.

## جمعیت
بر پایه سرشماری عمومی نفوس و مسکن در سال ۱۳۹۵، جمعیت این روستا برابر با ۲۴۰ نفر (۶۹ خانوار) بوده است.